# Isidoor De Rijck
Isidoor De Rijck (Temse, Flandes Oriental, 5 de setembre de 1926 - Wilrijk, Anvers, 11 de gener de 2009) va ser un ciclista belga, que fou professional entre 1950 i 1955. En el seu palmarès destaca la victòria a la Volta a Alemanya de 1952 i dues etapes a la Volta a Catalunya del mateix any.

## Palmarès
- 1950
  - 1r a la Volta a Luxemburg i vencedor d'una etapa
  - 1r al GP Stad Sint-Niklaas
  - 1r a la Brussel·les-Luxemburg-Mondorf
- 1951
  - Vencedor d'una etapa del Dauphiné Libéré
- 1952
  - 1r a la Volta a Alemanya
  - 1r a la Berg - Housse - Berg
  - 1r a Sint-Niklaas
  - Vencedor de 2 etapes de la Volta a Catalunya
- 1953
  - Vencedor d'una etapa de la Bicicleta Eibarresa
- 1954
  - 1r a Temse

### Resultats al Tour de França
- 1950. Abandona (6a etapa)
- 1951. Abandona (11a etapa)

### Resultats al Giro d'Itàlia
- 1952. Abandona